# Angela Napoli
Angela Napoli (Varallo, 26 novembre 1945) è una politica italiana.

## Biografia
Nata in Piemonte ma di origine calabrese, è laureata in Matematica, dirigente di scuola secondaria superiore, parlamentare della Camera dei deputati della Repubblica Italiana.
È membro della Commissione parlamentare Antimafia e della II Commissione (Giustizia). Membro del consiglio direttivo di An alla Camera nel 1994.
Sin dalla sua scesa nel campo della politica, ha portato avanti la bandiera della legalità e della lotta a tutte le mafie.
Numerose sono le sue proposte di legge e le sue interrogazioni parlamentari nate per ostacolare il potere delle associazioni di stampo mafioso, e che chiedono trasparenza nel mondo delle istituzioni.
Vive da alcuni anni sotto scorta a causa del suo impegno nella lotta alla criminalità organizzata.
Nel marzo 2010 è stata resa nota l'esistenza di un piano della 'Ndrangheta per assassinarla.
Per protestare contro il suo partito, accusato di averla isolata, decide di non presentarsi alle urne per le elezioni regionali del marzo 2010 in Calabria.
Dopo l'apice dello scontro Fini-Berlusconi, il 30 luglio decide di abbandonare Il Popolo della Libertà alla Camera per aderire al gruppo del Futuro e Libertà per l'Italia.
L'8 settembre 2010, incalzata dalle domande di Klaus Davi, ha presentato le sue perplessità sul fatto che le deputate o le senatrici «siano state elette dopo essersi prostituite». «No, no. Non escludo», ha risposto la deputata.
Nominata nell'ottobre 2010 responsabile di Futuro e Libertà per l'Italia in Calabria.
Il 13 ottobre 2010 diventano legge dello Stato italiano le "Disposizioni concernenti il divieto di svolgimento di propaganda elettorale per le persone sottoposte a misure di prevenzione" da lei presentate.
Alla fine del 2010 chiede, in seguito agli arresti effettuati dai carabinieri nell'ambito dell'operazione "Reale 3", che vedono coinvolti politici e un consigliere regionale vicini al Governatore Giuseppe Scopelliti, lo scioglimento del consiglio regionale della Calabria per infiltrazione mafiosa.
È indicata da openpolis tra i deputati più operosi di Palazzo Montecitorio.
Il 20 novembre 2011 è riconfermata coordinatrice di Futuro e Libertà per l'Italia in Calabria durante il Primo congresso regionale del partito.
Il 24 novembre 2012 annuncia l'abbandono del vertice regionale di Futuro e Libertà per l'Italia e anche l'uscita dal partito. Il 16 gennaio 2013 annuncia l'uscita dal Gruppo parlamentare di Futuro e Libertà per l'Italia e la sua iscrizione al Gruppo misto in polemica con i vertici del suo ex partito.

## Proposte di legge contro la criminalità organizzata
Istituzione di una Commissione parlamentare di inchiesta sul fenomeno degli abusi e della corruzione nell'espletamento dei concorsi e degli esami pubblici.
Avocazione allo Stato dei profitti politici illegittimi.
Norme in materia di scioglimento dei consigli comunali e provinciali soggetti a condizionamenti e infiltrazioni di tipo mafioso o similare e in materia di responsabilità dei dipendenti delle amministrazioni pubbliche.
Istituzione di una Commissione parlamentare di inchiesta sul fenomeno della mafia e sulle altre associazioni criminali similari.
Modifiche alla legge 27 dicembre 1956, n. 1423, e altre disposizioni concernenti il divieto di svolgimento di propaganda elettorale per le persone sottoposte a misure di prevenzione.
Istituzione del 'Giorno del ricordo delle vittime della criminalità'.
Modifica all'articolo 599 del codice di procedura penale, in materia di preclusione del concordato sui motivi di appello nei procedimenti per delitti di criminalità organizzata e contro la personalità dello Stato.